# 朱嘉會
朱嘉會（1480年—？），字亨之，直隸揚州府高郵州寶應縣人，民籍，明朝政治人物。

## 生平
應天府鄉試第七十一名舉人。弘治十五年（1502年）中式壬戌科會試第一百十一名，三甲第九十八名進士。授山東東昌府推官。歷官刑部署郎中，正德五年（1510年）三月改任陕西道監察御史，出为江西廣信府知府，改廣西府知府，十一年十月升湖广按察司副使。

## 家族
曾祖朱溥，州同知；祖父朱昱，布政司司獄；父朱孔華，監生。母鄭氏。重庆下。